# موشيه ماير
موشيه ماير هو مهندس معماري روماني، ولد في 25 أكتوبر 1909، وتوفي في 23 سبتمبر 1993.